# Knightmare (videojuego de 1986)
Knightmare, conocido en Japón como Majou Densetsu (魔城伝説?  , traducible como "La leyenda del castillo del demonio"), es un videojuego creado por Konami y publicado en 1986, originalmente para MSX. El jugador es un caballero, Popolon, que ha de abrirse camino a través de varios niveles para derrotar a Hudnos y rescatar a Aphrodite. 
Knightmare fue un innovador matamarcianos con scroll vertical en el sistema MSX. Los gráficos con perspectiva cenital fueron considerados muy sofisticados en su época, análogamente a otros juegos de MSX como Nemesis y Penguin Adventure.

## Legado
Knightmare generó dos seguimientos lanzados en MSX y Family Computer, los cuales pertenecen a diferentes géneros: The Maze of Galious y Shalom: Knightmare III (1987). Además de los juegos principales, Konami programó la publicación de una secuela independiente titulada Majou Densetsu II: Poporon Gekitou Hen (魔城伝説II 〜ポポロン激闘編〜 Majō Densetsu II ~Poporon Gekitō Hen~?) en 1987 para las computadoras domésticas PC-8801 y X1. El juego estaba destinado a ser un juego de disparos de desplazamiento vertical similar al original pero con elementos de juego de rol agregados, en contraste con Maze of Galious. A pesar de haber sido anunciado y presentado en revistas japonesas, nunca fue lanzado por razones desconocidas. Los personajes de Popolon y Aphrodite luego harían apariciones fuera de la trilogía en otros títulos de Konami como Parodius (1988) y Hai no Majutsushi (1989). El exmiembro del personal de Compile, Takayuki Hirono, citó a Knightmare como una influencia en Zanac (1986), en particular su sistema de encendido. En 2021, Konami anunció un concurso que animaba a los desarrolladores independientes a crear juegos basados en algunas de sus series clásicas, incluida Knightmare.